# Pedro Zaragoza Orts
Pedro Zaragoza Orts (* 15. Mai 1922; † 1. April 2008 in Benidorm) war ein spanischer Politiker.
Er war von 1950 bis 1967 Bürgermeister von Benidorm, das zu Beginn seiner Amtszeit noch ein Fischerdorf war. Zaragoza ließ ab 1950 Straßen asphaltieren, stattete das Dorf mit einem Wasserversorgungssystem aus und legte 1956 einen Bebauungsplan vor. Bis 1967 wurden in Benidorm vor allem Hochhäuser mit Hotels für den Massentourismus errichtet, die bis heute die Stadt prägen und die Benidorm zu einem bekannten Ferienziel machten. Besondere Bekanntheit erreichte Zaragoza in den 1950er Jahren durch seine eigenmächtige Aufhebung des Bikini-Verbots an den Badestränden von Benidorm. In dem darauf folgenden Skandal wurden bikinitragende Touristinnen von Mitgliedern der Guardia Civil vom Strand abgeführt. Zaragoza wurde von Seiten des katholischen Erzbischofs mit Exkommunikation gedroht und auch einige Mitglieder des Stadtrates und sogar Minister der Regierung wandten sich gegen den „moralischen Verfall“. Zaragoza fasste nun den Entschluss, sich persönlich an Franco zu wenden. Diesen konnte er dazu überreden, das damals in Spanien geltende Bikini-Verbot an Badestränden aufzuheben.
Nach seiner Bürgermeisterkarriere betätigte Zaragoza sich als Geschäftsmann. Im Zeitraum 1961 bis 1977 war er Abgeordneter im spanischen Parlament. Zaragoza starb am 1. April 2008 in einem Krankenhaus in Benidorm an Herzversagen.